# Liste der Kirchen der Jesuitenmissionen des Chaco
Diese Liste gibt eine Übersicht über Kirchen der Jesuitenreduktionen im Chaco.
- San José
- San Esteban
- Pilar
- Nuestra Señoar de Buen Concilio
- San Juan Bautista
- Rosario de las Salinas
- San Ignacio de Ledesma
- San Fernando
- San Jerónimo del Rey
- San Javier
- San Pedro
- Concepción
- Belén
- Rosario
- San Juan Nepomuceno